# Willy and the Poor Boys
Willy And The Poor Boys ist das vierte Musikalbum der US-amerikanischen Rockband Creedence Clearwater Revival und erschien im November 1969 bei dem Musiklabel Fantasy Records.
Der Titelsong Down on the Corner handelt von einer Straßenband (Willy and the Poor Boys), die ebenfalls das Motiv für die Gestaltung des Plattencovers darstellen. In dem Lied Poorboy Shuffle spielen die Musiker mit den Instrumenten, mit denen sie auf dem Cover abgebildet sind. Das Album wurde vom Rolling-Stone-Magazine auf Platz 392 der 500 besten Alben aller Zeiten gelistet.

## Lieder
1. Down on the Corner (J. Fogerty) – 2:47
2. It Came Out of the Sky (J. Fogerty) – 2:56
3. Cotton Fields (Leadbelly) – 2:54
4. Poorboy Shuffle (J. Fogerty) – 2:27
5. Feelin’ Blue (J. Fogerty) – 5:05
6. Fortunate Son (J. Fogerty) – 2:21
7. Don’t Look Now (J. Fogerty) – 2:12
8. The Midnight Special (Traditional) – 4:14
9. Side O’ the Road (J. Fogerty) – 3:26
10. Effigy (J. Fogerty) – 6:31

## Musiker
- Doug Clifford – Schlagzeug
- Stu Cook – Bass
- John Fogerty – Gitarre, Mundharmonika, Gesang
- Tom Fogerty – Rhythmusgitarre, Gesang

## Produktion
- Produzent: John Fogerty
- Engineer: Russ Gary
- Mixer: Russ Gary
- Mastering Supervisor: Tamaki Beck
- Mastering: Kevin Gray, Steve Hoffman, Shigeo Miyamoto
- Production manager: Roberta Ballard
- Arranger: John Fogerty
- Pre-Production: Marcia McGovern
- Cover Art: Basul Parik
- Coverfoto: Basul Parik
- Liner Notes: Ed Ward

## Charts

### Album
| Jahr | Chart        | Platz |
| ---- | ------------ | ----- |
| 1970 | Black Albums | 28    |
| 1970 | Pop Albums   | 3     |

### Singles
| Jahr | Single             | Chart           | Platz |
| ---- | ------------------ | --------------- | ----- |
| 1969 | Down On The Corner | Pop Singles     | 3     |
| 1969 | Fortunate Son      | Pop Singles     | 14    |
| 1982 | Cotton Fields      | Country Singles | 50    |